# Ceratanaphes monticola
Ceratanaphes monticola är en stekelart som beskrevs av John S. Noyes och Valentine 1989. Ceratanaphes monticola ingår i släktet Ceratanaphes och familjen dvärgsteklar. Inga underarter finns listade i Catalogue of Life.